# Encuesta Nacional de Ocupación y Empleo
La Encuesta Nacional de Ocupación y Empleo (ENOE) es un instrumento demográfico que permite conocer los perfiles de empleo y desempleo de la población mexicana. Es aplicado por el Instituto Nacional de Estadística y Geografía de México (INEGI) desde el año 2005 con una periodicidad mensual. ENOE sustituye a la Encuesta Nacional de Empleo Urbano (ENEU) y la Encuesta Nacional de Empleo (ENE), que se realizaban hasta 2005.
La ENOE permite conocer la situación laboral de la población mexicana, datos sociodemográficos de los encuestados y profundiza sobre el sector de la actividad económica en la que se encuentran ocupadas las personas, así como sus condiciones laborales (por ejemplo, las prestaciones con las que cuenta, horas de trabajo, situación sindical y otras). En el caso de las personas desocupadas, la ENOE indaga en el tiempo que la persona ha transcurrido sin empleo o sin buscarlo así como en las causas por las que se separó de su empleo anterior.
La ENOE se aplica de manera mensual y sus resultados son difundidos a través de un comunicado de prensa. Los resultados de esta encuesta se encuentran disponibles en el sitio en Internet del Inegi de manera gratuita.